# Districtul Castlereagh
Castlereagh (irlandeză Carraig Fhearghais) este un district al Irlandei de Nord. Este o suburbie a orașului Belfast, și numele îi vine de la dealurile pe care se află. Principalele orașe sunt Dundonald (20.000 loc.) și Carryduff (6.500 loc.).